# Kasihan (Tegalombo)
Kasihan is een bestuurslaag in het regentschap Pacitan van de provincie Oost-Java, Indonesië. Kasihan telt 7191 inwoners (volkstelling 2010).